# Nationaal park Vesuvius
Het Nationaal park Vesuvius (Italiaans: Parco nazionale del Vesuvio) omvat het gebied rondom de beroemde Vesuvius. Hoewel het een van de kleinere Italiaanse nationale parken is, telt het gebied een aantal totaal verschillende landschappen. Zo zijn er de kale randen rondom de anderhalve kilometer brede krater, de lager liggende dichte bossen op de Monte Somma en het weelderig begroeide, bevolkte deel aan de voet, nabij de kust.

## Natuur
Wat betreft de fauna zijn de dichte bossen op de hellingen van de Monte Somma interessant. Hier leven onder andere de vos, diverse slangensoorten, relmuis, bosuil en de Groene kikker. In het park zijn 612 plantensoorten te vinden waaronder 23 orchideeënsoorten. Typisch voor het gebied is de fel gele brem die hier in de lente uitbundig bloeit.